# Sanne de Hoop
Sanne de Hoop (18 maart 1996, Brandwijk) is een Nederlands tafeltennisster. Zij speelde rechtshandig met de shakehandgreep.
Zij is tweevoudig Nederlands kampioen.

## Belangrijkste resultaten
- NK
  -  Goud in het vrouwen dubbelspel in 2022 met Yana Timina.
  -  Goud in het vrouwen dubbelspel in 2024 met Tali Cohen.
  -  Zilver in het enkelspel in 2021.
  -  Zilver in het vrouwen dubbelspel in 2016 met Jacintha de Hoop.
  -  Zilver in het vrouwen dubbelspel in 2020 met Jacintha de Hoop.
  -  Zilver in het gemengd dubbelspel in 2020 met Gabrielius Camara.
  -  Zilver in het gemengd dubbelspel in 2025 met Gabrielius Camara.
  -  Brons in het enkelspel in 2019.
  -  Brons in het enkelspel in 2020.
  -  Brons in het enkelspel in 2023.
  -  Brons in het vrouwen dubbelspel in 2021 met Jacintha de Hoop.
  -  Brons in het vrouwen dubbelspel in 2025 met Tali Cohen.
  -  Brons in het gemengd dubbelspel in 2021 met Gabrielius Camara.
  -  Brons in het gemengd dubbelspel in 2022 met Gabrielius Camara.